# Эскивель, Лукас
Лу́кас А́нхель Эскиве́ль (исп. Lucas Ángel Esquivel; род. 14 октября 2001, Санта-Фе) — аргентинский футболист, защитник клуба «Атлетико Паранаэнсе».

## Клубная карьера
Эскивель — воспитанник клубов «Пюкара» и «Унион Санта-Фе». 1 ноября 2020 года в матче против «Арсенала» из Саранди он дебютировал в аргентинской Примере в составе последних. 7 августа 2021 года в поединке против «Сан-Лоренсо» Лукас забил свой первый гол за «Унион Санта-Фе».
Летом 2023 года Эскивель перешёл в бразильский «Атлетико Паранаэнсе», подписав контракт на 5 лет. Сумма трансфера составила 1,9 млн. евро. 9 июля в матче против «Форталезы» он дебютировал в бразильской Серии A.